# František Čech (flétnista)
František Čech (8. března 1923 Pacov – 6. října 1999 Praha) byl český flétnista a hudební pedagog, představitel české dechové školy.

## Život
Na Pražské konzervatoři (1938–1944) a na Akademii múzických umění (1948–1952) studoval flétnu u Josefa Boka. Již od roku 1943 byl ale členem České filharmonie, do roku 1953 jako pikolista, později jako první flétnista.
Výrazně se uplatňoval jako sólista: ještě během studií na AMU se stal vítězem mezinárodní interpretační soutěže v Budapešti (1949) a v roce 1953 absolutním vítězem mezinárodní Rejchovy dechové soutěže Pražského jara. Jeho rozsáhlý repertoár obsahoval předklasickou a klasickou hudbu (Johann Sebastian Bach, Wolfgang Amadeus Mozart, Antonín Rejcha) i díla 19. a 20. století (Leoš Janáček, Claude Debussy, Darius Milhaud, Albert Roussel, Jacques Ibert). Jeho hru charakterizovala kultivovanost, precizní intonace, vynikající technika a bohatý výrazový rejstřík.
Vystupoval také jako komorní hráč. Byl členem Dechového kvinteta českých filharmoniků (1946–1948) a Komorního sdružení profesorů konzervatoře. Spolupracoval s Munclingerovým souborem Ars rediviva, s nímž realizoval řadu pozoruhodných nahrávek pro české i zahraniční nahrávací společnosti.
V rámci edice Supraphonu Musica Antiqua Bohemica byla v roce 1961 oceněna zvláštní cenou Akademie Charlese Crose nahrávka Rejchova Kvartetu G dur pro čtyři flétny, na které František Čech spolupracoval se svými žáky V. Žilkou, J. Josífkem a s M. Klementem.
František Čech patřil k nejúspěšnějším českým hudebním pedagogům. Od roku 1950 učil na konzervatoři v Praze a později na Hudební fakultě AMU. Jeho žáky byli například Jiří Válek, Josef Josífko, Václav Žilka, František Malotín, Zdeněk Bruderhans, Jan Hecl.

## Ocenění
- V roce 1983 obdržel titul zasloužilý umělec[2]